# Горич Петро Дмитрович
Петро Дмитрович Горич (? — 6 грудня 1917, Херсон, УНР) — голова губернської земської управи (1909—1917), херсонський губернський комісар (1917).
У 1895 р. обраний членом Херсонської повітової земської управи, а у 1901 р. — її головою.
У 1909 р. став головою Херсонської губернської земської управи.
Після Лютневої революції призначений херсонським губернським комісаром.
Помер 6 грудня 1917 року після тривалої хвороби серця.
Дружина — Ольга Миколаївна, мав двох доньок.